# Claravalls (Lérida)
Claravalls es una localidad española del municipio de Tárrega, perteneciente a la provincia de Lérida, en la comunidad autónoma de Cataluña.

## Historia
Hacia mediados del siglo XIX, el lugar tenía contabilizada una población de 128 habitantes. La localidad aparece descrita en el sexto volumen del Diccionario geográfico-estadístico-histórico de España y sus posesiones de Ultramar de Pascual Madoz de la siguiente manera:

CLARAVALLS: l. que forma ayunt. con Sta. Maria en la prov. de Lérida (10 horas), part. jud. de Cervera (3j, aud. terr. y c. g. de Cataluña (Barcelona 24), dióc. de Seo de Urgel (22). sit. en una pequeña llanura al pie de un monte de poca elevacion; combatido por los vientos de N., de clima frio y saludable. Tiene 42 casas de mediana construccion, distribuidas en 5 callejuelas y una plaza; la escuela de educacion primaria no tiene dotacion especial, sino que los 40 ó 50 alumnos que la frecuentan, pagan al maestro una retribucion mensual: igl. parr. (San Salvador), está servida por un cura párr. de entrada de provision ordinaria en concurso general; su edificio es muy antiguo y de arquitectura irregular. A 1/2 cuarto de hora por el lado N. se encuentra el cementerio bastante ventilado y capaz; los vec. de este pueblo se surten de agua para sus necesidades de las que se recogen en balsas en tiempo de lluvias. Se estiende el term. una hora de N. á S. y 5/4 de E. á O.; confinando N. Sta. Maria; E. con Cunill; S. Altet, y O. Anglesola: cruza por él un pequeño arroyuelo que lleva muy poca agua. El terreno en general es de mala calidad, atravesándole varios caminos de herradura que conducen á los pueblos circunvecinos, pasando ademas por él, la carretera de Balaguer que empalma entre la v. de Tárrega y la Curullada, con la general que dirije de Madrid á Barcelona. El correo lo reciben de Tárrega por espreso 3 veces á la semana. prod.: centeno, cebada, mezcla de ambos granos, aceite, vino, legumbres y alguna hortaliza; hay ganado vacuno para la labranza, y caza de algunas perdices y liebres. comercio: se reduce á la esportacion de las producciones sobrantes del pais á inmediatos mercados de Tárrega y Cervera. pobl.: 21 vec. y 128 alm. cap. imp. 67,770 rs. contr. el 14,28 por 100 de esta riqueza. presupuesto municipal sobre 2,000 rs. que se cubren por reparto vecinal; de cuya cantidad se paga un tanto al secretario del ayunt. por este encargo, y el de recaudar las contribuciones.
(Madoz, 1847, p. 475)

El municipio de Claravalls desapareció en 1969, al ser incorporado junto con los de Figuerosa y Talladell al término municipal de Tárrega.

## Demografía
| Gráfica de evolución demográfica de Claravalls entre 1842 y 1960 |
| |
| Población de derecho según los censos de población del INE Población de hecho según los censos de población del INEEntre el censo de 1857 y el anterior, crece el término del municipio porque incorpora a 255340 (Santa María Montmagastrell) Entre el censo de 1970 y el anterior, este municipio desaparece porque se integra en el municipio 25217 (Tárrega) |

En la actualidad pertenece al municipio de Tárrega. En 2022 la entidad singular de población tenía empadronados 117 habitantes y el núcleo de población 115 habitantes.

## Patrimonio
En la localidad hay una iglesia bajo la advocación de San Salvador.